# Gabriele Falloppio
Gabriele Falloppio eller Faloppia, född 1523 i Modena, död 9 oktober 1562 i Padua, var en italiensk anatom som upptäckte äggledarna (på engelska Fallopian tubes), som hos däggdjuren för äggen från äggstockarna till livmodern. Han studerade även anatomin i hjärnan, ögonen och gav den första riktiga beskrivningen av innerörat.
Falloppio studerade för Andreas Vesalius i Padua, blev professor i Ferrara 1548 och verkade senare Pisa och Padua. Falloppios anatomiska studier berör i stort sett alla delar av människokroppen. Främst står hans beskrivningar av bensystemet, benutvecklingen och hörselorganet. Hans Opera omnia utkom första gången i Venedig 1584.